# No Roots (canción)
«No Roots» es la canción debut de la cantante germano-irlandesa Alice Merton, quien coescribió el tema con el productor Nicolas Rebscher. La canción fue lanzada en Europa a través de Paper Plane Records en 2016 y en Estados Unidos por Mom + Pop Music el 2 de febrero de 2018.
La canción ha alcanzado el top 10 en Alemania, Italia, Austria, Francia, Luxemburgo, Polonia, Eslovenia e Israel, y llegó al top 20 en Suiza, y el número 84 en el Billboard Hot 100 de Estados Unidos. La canción ha sido certificada como Oro en Estados Unidos (RIAA), Platino en Alemania (BVMI) y Francia (SNEP). Fue añadida a la Lista 'A' de la emisora digital británica Radio X en marzo de 2018 y también estuvo recibiendo difusión en BBC Radio 1 y BBC Radio 2.

## Composición
Después de mudarse de Canadá a Alemania, Merton escribió su primera canción, Little Lighthouse, una canción "sobre cómo encontrar el camino de vuelta a casa", dijo a Billboard. Mudarse un total de 12 veces en 24 años la inspiró a escribir la canción, que surgió mientras visitaba a sus padres en Inglaterra. "Llegué a un punto en el que me sentía bastante perdida. Así que decidí escribir una canción que me hiciera sentir mejor", explicó.

## Lanzamiento y promoción
La fecha original de lanzamiento del single estaba prevista para el 18 de noviembre de 2016, pero se retrasó hasta el 2 de diciembre de 2016. En el Reino Unido, Merton formó parte del programa de radio BBC Introducing el 18 de marzo de 2017. Apareció en televisión, en horario de máxima audiencia en el programa de ProSieben, Schlag den Henssler. El 9 de febrero de 2018 también apareció por primera vez en The Tonight Show Starring Jimmy Fallon interpretando No Roots. Más tarde, Merton apareció en el Viva Top 100 y en la música de ascensor VIVA. A partir de mayo de 2017, No Roots se utiliza como banda sonora de un anuncio oficial de Vodafone Alemania. El 12 de abril de 2018, Merton interpretó la canción en directo durante el Echo Music Prize alemán.

## Recepción de la crítica
Mike Jones de WWDC (FM) exclamó que No Roots es "el comienzo de la grandeza". La canción recibió una recepción similar en WGN-TV, con el productor de música de WGN Tom Barnas afirmando que Merton "lo mató". Hype Machine y diversos blogs de música recibieron positivamente el sencillo de Merton. Según Nielsen Music, en Estados Unidos, la canción se transmitió 922 000 veces hasta agosto de 2017. Eleanor Pettipher, de Fortitude Magazine, escribió que "la pista se mantiene fresca y pegadiza por la línea de base ondulante [sic] y el énfasis vocal de fondo en las 'raíces'". Front View Magazine comentó que, con éxito, la canción "parece resumir la vida del cantante inglés/alemán". Matthew Kent, de The Line of Best Fit, comenta que la canción "está perfectamente unida por el poderoso estribillo que se repite". Indie Obsessive afirmó que No Roots es "el cheque de humildad más reciente". La canción se publicó hace meses. Era interesante, pero no era digna de un blog. Con el tiempo, la atracción por la canción creció".

## Posición en listas
| Listas (2017-2018)                      | Posición más alta |
| --------------------------------------- | ----------------- |
| Alemania (Official German Charts)       | 2                 |
| Austria (Ö3 Austria Top 40)             | 3                 |
| Bélgica (Flandes) (Ultratop 50 Singles) | 5                 |
| Bélgica (Valonia) (Ultratop 50 Singles) | 7                 |
| Canadá (Canadian Hot 100)               | 97                |
| Croacia (HRT)                           | 8                 |
| Eslovenia (SloTop50)                    | 3                 |
| Estados Unidos (Adult Top 40)           | 13                |
| Estados Unidos (Billboard Hot 100)      | 84                |
| Estados Unidos (Mainstream Top 40)      | 27                |
| Estados Unidos (Rock Airplay)           | 1                 |
| Estados Unidos (Rock Songs)             | 5                 |
| Francia (SNEP)                          | 41                |
| Hungría (Mahasz)                        | 25                |
| Islandia (Tonlist)                      | 1                 |
| Israel (Media Forest)                   | 4                 |
| Italia (FIMI)                           | 7                 |
| México (Billboard)                      | 43                |
| Polonia (ZPAV)                          | 9                 |
| Reino Unido (UK Singles)                | 55                |
| Rusia (Tophit)                          | 4                 |
| Suiza (Schweizer Hitparade)             | 12                |
| Ucrania (Tophit)                        | 1                 |